# Сатурнин (узурпатор)
Вижте пояснителната страница за други личности с името Сатурнин.
Сатурнин (на латински: Saturninus) e узурпатор (253 – 268 г.) против император Галиен.